# Hugo Becker (attore)
Hugo Becker (Metz, 13 maggio 1987) è un attore francese, conosciuto per il ruolo del principe di Monaco Louis Grimaldi nella serie TV Gossip Girl.

## Biografia
Hugo Becker nasce a Metz, nel nord della Francia, il 13 maggio 1987. Formatosi al conservatorio d'arte drammatica di Lilla dal 2005 al 2007, studia recitazione al Cours Florent di Parigi (2007-2008) e alla Royal Academy of Dramatic Art di Londra (2008-2009). Inizialmente si dedica al teatro, poi ad alcuni cortometraggi, ricevendo nel 2010 il premio Talent Cannes Adami nel corso del Festival di Cannes per il corto La mariée n'est pas qu'une marchande de frites. Nello stesso anno, prende parte al suo primo film, L'assaut, nel ruolo di un giovane politico, e interpreta il principe di Monaco Louis Grimaldi nel primo episodio della quarta stagione della serie televisiva statunitense Gossip Girl, firmando poi per un totale di diciotto episodi: compare così anche nella quinta stagione, trasmessa tra il 2011 e il 2012.
Nel frattempo, partecipa sia a serie televisive poliziesche francesi, come Julie Lescaut e R.I.S. Police scientifique, sia ad altri film: nel 2011 è in La proie, La croisière e Damsels in Distress - Ragazze allo sbando: quest'ultimo chiude il sessantottesimo festival del cinema di Venezia e viene selezionato al Toronto Film Festival. Partecipa anche a un cortometraggio pubblicitario per Cartier con Marine Vacth.
Nel 2012 prende parte al film Ma première fois, diretto da Marie-Castille Mention-Schaar. Nel 2013 è in Passione innocente, presentato al Sundance Film Festival, e in due episodi della serie televisiva Jo; entra inoltre nel cast della diciassettesima stagione di Testimoni silenziosi, dove interpreta un famoso giocatore di calcio. A settembre 2013 entra nel cast della serie televisiva di France 2 Chefs, che viene trasmessa nel 2015.

## Teatro
- La fuite à cheval très loin dans la ville, di Bernard-Marie Koltès (2007)
- Retour au désert, di Bernard-Marie Koltès (2007)
- La vague, di Willy Langlois (2007)
- 68 selon Ferdinand, di Philippe Caubère (2008)
- Boeing-Boeing, di Marc Camoletti (2008)
- Les précieuses ridicules, di Molière (2008)
- Portrait of Dorian Gray, di Oscar Wilde (2009)
- Midsummer Night Dream, di William Shakespeare (2009)
- Tout est langage (2011)

## Filmografia

### Cinema
- Colocation – cortometraggio (2009)
- Une nuit – cortometraggio (2009)
- La mariée n'est pas qu'une marchande de frites, regia di Flavia Coste – cortometraggio (2010)
- Toutes les filles pleurent, regia di Judith Godrèche (2010)
- L'assalto (L'assaut), regia di Julien Leclercq (2010)
- La proie, regia di Eric Valette (2011)
- La croisière, regia di Pascale Pouzadoux (2011)
- Damsels in Distress - Ragazze allo sbando (Damsels in Distress), regia di Whit Stillman (2011)
- Rue du Faubourg Saint-Honoré, regia di Luca Guadagnino – cortometraggio (2011)
- Ma première fois, regia di Marie-Castille Mention-Schaar (2012)
- Je suis fan – cortometraggio (2012)
- Le pont de l'ange – cortometraggio (2012)
- Passione innocente (Breathe In), regia di Drake Doremus (2013)
- Hybris, regia di Florent Cassiani-Ingoni – cortometraggio (2013)
- F.A.N, regia di Hugo Becker – cortometraggio (2014)
- La dernière virée, regia di Cyril Manzini – cortometraggio (2014)
- Le dernier voyage de l'énigmatique Paul WR, regia di Romain Quirot – cortometraggio (2015)
- Un jour mon prince, regia di Flavia Coste (2016)
- City of Lost Love, regia di O'ar Pali, Pierre Perrier (2016)
- 1971 Motorcycle Heart, regia di Stéphanie Varela – cortometraggio (2017)
- La nuit juste avant les forêts (2017)
- Death in the Soul (La mort dans l'âme), regia di Xavier Durringer (2018)
- Deux gouttes d'eau, regia di Nicolas Cuche (2018)
- Jusqu'ici tout va bien, regia di Mohamed Hamidi (2019)
- Paradise Beach, regia di Xavier Durringer (2019)
- L'ultimo giorno sulla Terra (Le Dernier Voyage), regia di Roman Quirot (2021)
- Il mio amico Tempesta (Tempête), regia di Christian Duguay (2022)

### Televisione
- Gossip Girl – serie TV, 18 episodi (2010-2012)
- Julie Lescaut – serie TV, episodio 21x02 (2011)
- R.I.S. Police scientifique – serie TV, episodio 6x03 (2011)
- Jo – serie TV, episodi 1x03-1x08 (2013)
- Testimoni silenziosi (Silent Witness) – serie TV, episodi 17x01-17x02 (2014)
- Collection rue des ravissantes: Boris Vian fait son cinéma – miniserie TV (2014)
- Dove sei adesso? (Où es-tu maintenant?), regia di Arnaud Sélignac – film TV (2014)
- The Mystery of Matter: Search for the Elements – miniserie TV (2015)
- Mystery in Paris: Mistero all'Opera Garnier (Mystère à l'Opéra), regia di Léa Fazer – film TV (2015)
- Il sospetto (Bajo sospecha) – serie TV, 10 episodi (2016)
- Chefs – serie TV, 14 episodi (2015-2016)
- Au service de la France – serie TV, 24 episodi (2015-2018)
- Tu vivras ma fille, regia di Gabriel Aghion – film TV (2018)
- Osmosis – serie TV, 8 episodi (2019)
- Baron noir – serie TV, 18 episodi (2016-2020)
- Call My Agent! – serie TV (2020)
- Je te promets – serie TV (2021)
- Leonardo – serie TV (2021)
- La favorita del re (Diane de Poitiers), regia di Josée Dayan – miniserie TV (2022)

## Doppiatori italiani
Nelle versioni in italiano delle opere in cui ha recitato, Hugo Becker è stato doppiato da:
- Serge Pirilli in Gossip Girl
- Flavio Aquilone in Damsels in Distress - Ragazze allo sbando
- Stefano Crescentini ne Il sospetto
- Alessandro Germano in Mystery in Paris
- Federico Viola in Osmosis
- Edoardo Stoppacciaro in Leonardo
- Marco Vivio in L'ultimo giorno sulla Terra
- Christian Iansante in La favorita del re